# Carlos Armando Wilson
Carlos Armando Wilson (Remedios de Escalada, 14 agosto 1912 – 26 febbraio 1996) è stato un calciatore argentino, di ruolo difensore.

## Carriera

### Club
Ha sempre giocato nel campionato di casa.

### Nazionale
Con la maglia della Nazionale argentina ha giocato 3 partite tra il 1934 e il 1935.